# Franc-maçonnerie
Vous lisez un « bon article » labellisé en 2007.

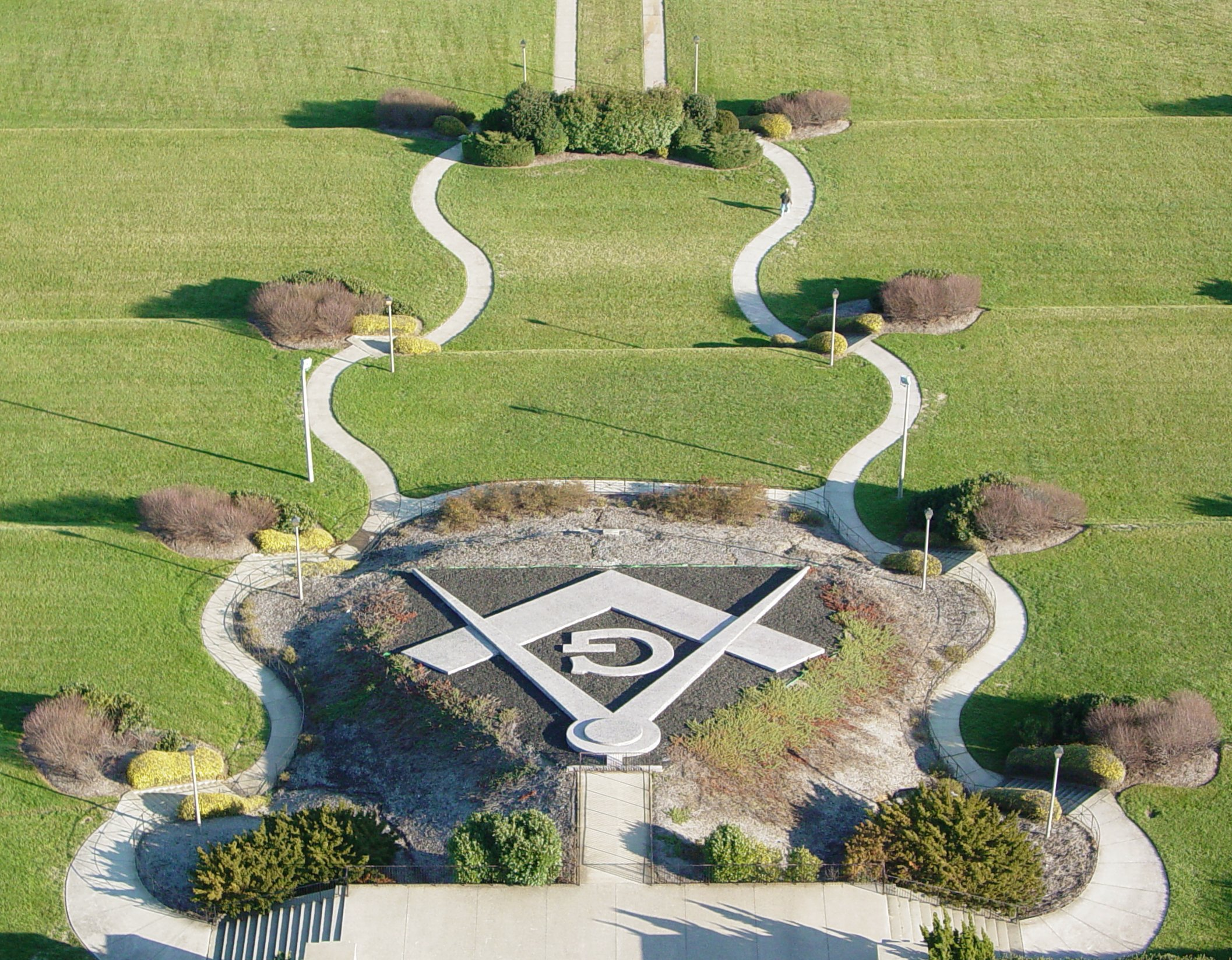
Jardins du George Washington Masonic National Memorial.

Le terme franc-maçonnerie désigne un ensemble d'espaces de sociabilité sélectifs qui recrutent leurs membres par cooptation et pratiquent des rites initiatiques se référant à un secret maçonnique et à l'art de bâtir. Formée de phénomènes historiques et sociaux très divers, elle semble apparaître en 1598 en Écosse (Statuts Schaw), puis en Angleterre à la fin du XVIIe siècle où elle est contemporaine de l'essor des sociétés amicales.
Elle se décrit, suivant les époques, les pays et les formes, comme une « association essentiellement philosophique et philanthropique », comme un « système de morale illustré par des symboles » ou comme un « ordre initiatique ». Organisée en obédiences depuis 1717 à Londres, la franc-maçonnerie dite « spéculative » — c'est-à-dire philosophique — fait référence aux Anciens devoirs de la « maçonnerie » dite « opérative » anglaise formée par les corporations de bâtisseurs. Elle puise ses sources dans un ensemble de textes fondateurs rédigés entre les XIVe et XVIIIe siècles.
Elle prodigue un enseignement progressif à l'aide de symboles et de rituels. Elle encourage ses membres à œuvrer pour le progrès de l'humanité, tout en laissant à chacun le soin d'interpréter ses textes. Sa vocation se veut universelle, bien que ses pratiques et ses modes d'organisation soient extrêmement variables selon les pays et les époques. Elle s'est structurée au fil des siècles autour d'un grand nombre de rites et de traditions, ce qui a entraîné la création d'une multitude d'obédiences, qui ne se reconnaissent pas toutes entre elles. Elle a toujours fait l'objet de nombreuses critiques et dénonciations, aux motifs très variables selon les époques et les pays. Une discipline d'étude et de réflexion porte sur la franc-maçonnerie : la maçonnologie.

## Tentatives de définitions
Il semble presque impossible de donner une définition unique de la franc-maçonnerie. Certains spécialistes du sujet estiment même qu'il y aurait « autant de définitions que de francs-maçons ». Les obédiences maçonniques elles-mêmes défendent chacune, par des définitions différentes, leur conception particulière de la franc-maçonnerie. Ainsi, pour ne prendre à titre d'exemple que quelques-unes des plus importantes d'entre elles :
- « La franc-maçonnerie, institution essentiellement philanthropique, philosophique et progressive, a pour objet la recherche de la vérité, l'étude de la morale et la pratique de la solidarité […] » (Constitution du Grand Orient de France)
- « La franc-maçonnerie est un ordre initiatique traditionnel et universel fondé sur la fraternité. » (Constitution de la Grande Loge de France)
- « La franc-maçonnerie est d'abord une alliance d'hommes libres de toutes confessions et de tous horizons sociaux. » (Grande Loge suisse Alpina)
- « Freemasonry is one of the world’s oldest and largest non-religious, non-political, fraternal and charitable organisation. » (La franc-maçonnerie est l'une des organisations non religieuses, non politiques, fraternelles et charitables les plus anciennes et les plus grandes au monde) (Grande Loge unie d'Angleterre)
- « La franc-maçonnerie, ou plus précisément, l'Ordre des Maçons Anciens, Francs et Acceptés, est une société initiatique et philosophique dont les origines se perdent dans la nuit des temps. » (Grande Loge du Québec).

Faute de pouvoir lui donner une définition unique, les sciences humaines peuvent appréhender la franc-maçonnerie comme un ensemble de phénomènes historiques et sociaux, « polymorphes dans le temps comme dans l'espace », qui n'ont en commun qu'un assez petit nombre de traits et dont la diversité est telle qu'elle amène même nombre d'auteurs à préférer utiliser le pluriel pour parler de francs-maçonneries.
À titre d'exemple, un auteur tel qu'Yves Hivert-Messeca propose un découpage en cinq grands types de francs-maçonneries, différentes en principe malgré l'existence de nombreux cas intermédiaires :
1. Une franc-maçonnerie « ésotérique », mettant l'accent sur le processus initiatique censé faire passer le membre des « ténèbres » extérieures à une « illumination » intérieure. Ce type de franc-maçonnerie se retrouve plutôt sur le continent européen, notamment dans leurs « hauts grades maçonniques ».
2. Une franc-maçonnerie « chrétienne » qui se conçoit comme un approfondissement de la spiritualité chrétienne. C'est le cas notamment du Rite suédois et des obédiences scandinaves ou allemandes qui n'acceptent (ou n'ont longtemps accepté) que des membres chrétiens, le plus souvent protestants[4].
3. Une franc-maçonnerie de type « ancien[N 6] / anglo-saxon » qui considère que le but de la franc-maçonnerie est l'éducation morale et civique de ses adeptes. Ce type de franc-maçonnerie la définit habituellement comme un « système particulier de morale, enseignée sous le voile de l'allégorie au moyen de symboles ». Elle s'interdit toute discussion politique ou religieuse et exigeait habituellement de ses membres, jusqu'à la fin du XXe siècle, qu'ils appartiennent à une religion monothéiste[N 7]. Ce type de franc-maçonnerie est extrêmement majoritaire en Amérique du Nord et dans les pays du Commonwealth.
4. Une franc-maçonnerie « moderne[N 6], libérale et symbolique », qui se réfère à la première version des Constitutions d'Anderson (1723) et « se réclame à la fois d'une tradition et du progrès, d'une forte pratique symbolique et d'une réflexion civique et morale »[2]. Elle est surtout présente en Europe continentale et en Amérique latine.
5. Une franc-maçonnerie « agnostique », qui affirme que les conceptions métaphysiques et religieuses des candidats n'ont pas à être prises en compte pour l'admission et qui travaille principalement à l'instauration d'une société meilleure en autorisant dans les loges les discussions politiques. Le plus souvent mixte, elle est majoritaire en France[N 8] et très présente dans le reste de l'Europe continentale.

## Concepts fondamentaux: loges, obédiences et rites maçonniques

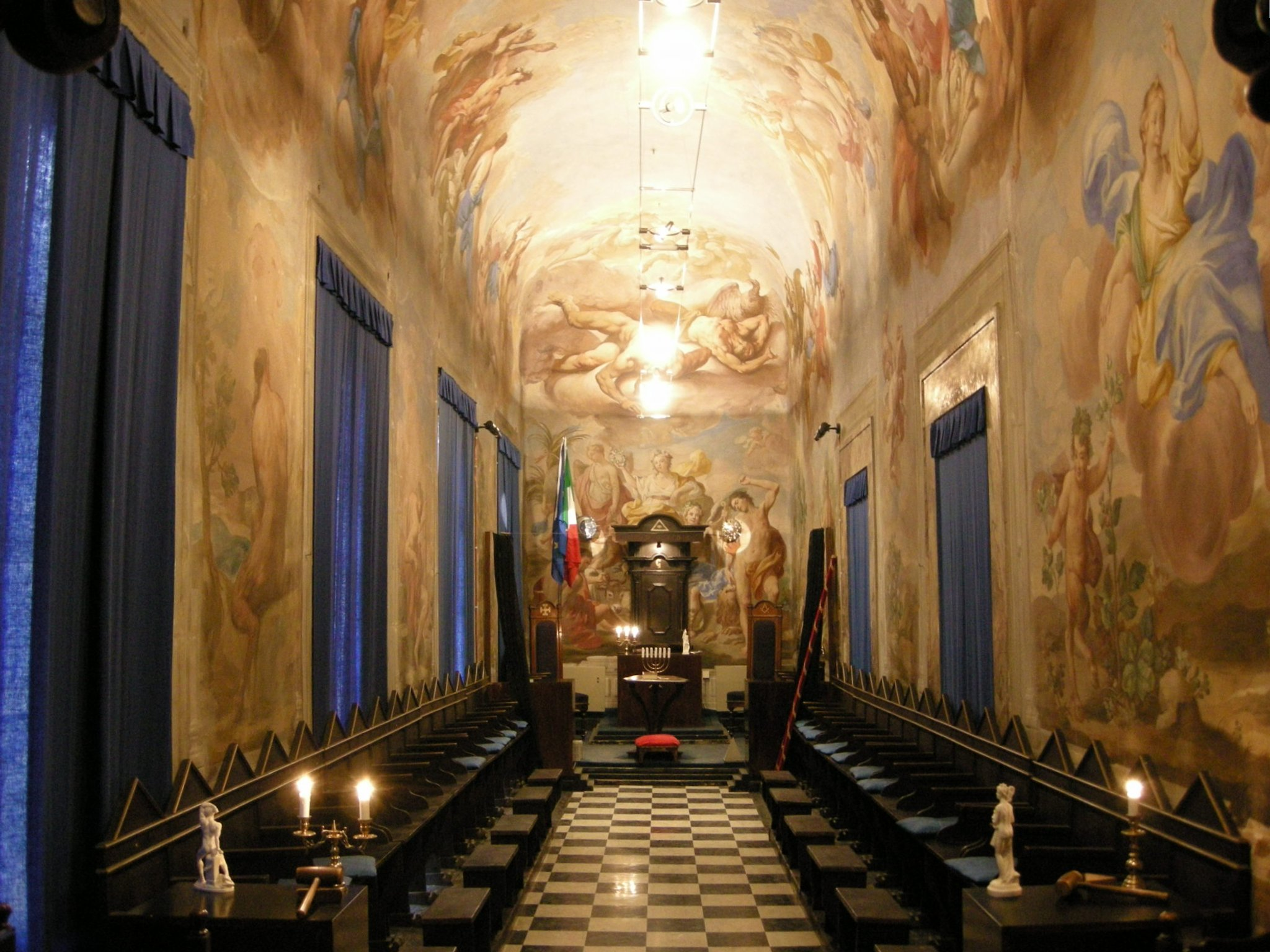
Loge maçonnique du Palazzo Roffia à Florence.

Les loges maçonniques existaient bien avant les obédiences. Elles seules disposent du pouvoir d'initier de nouveaux membres. Une loge regroupe typiquement une quarantaine de francs-maçons actifs se réunissant en moyenne deux fois par mois, bien qu'il existe parfois quelques loges particulières dont l'effectif peut se chiffrer à plusieurs centaines, avec une fréquence de réunion différente. En général, chaque loge reste libre du choix de son président (le « vénérable »), qu'elle élit chaque année, des sujets que ses membres souhaitent étudier, ainsi que des éventuelles actions extérieures, caritatives ou sociétales, qu'elle souhaite mener.
Les loges maçonniques se regroupent le plus souvent en obédiences maçonniques généralement appelées « grandes loges » ou plus rarement « grands orients » ou « ordres ». En se fédérant ainsi, les loges regroupent leurs forces, notamment en ce qui concerne les questions matérielles (financement et gestion de leurs locaux), rituelles (harmonisation des cérémonies) et d’inter-visite (les membres d'une loge peuvent habituellement fréquenter en visiteurs toutes les autres loges d'une même fédération ainsi que toutes les loges des fédérations amies de leur propre fédération). Il arrive aussi — surtout en France, beaucoup plus rarement dans les autres pays — que les obédiences maçonniques agissent ou s'expriment publiquement au nom de l'ensemble des loges qui les composent.
Le regroupement des loges en obédiences maçonniques, apparu pour la première fois en Angleterre en juin 1717, marqua un tournant des débuts de la franc-maçonnerie dite « spéculative ». Il s'accompagne d'une relative perte de liberté de chacune des loges ainsi fédérées, puisqu'elles acceptent de se conformer aux règles particulières de leur fédération (« constitutions » et règlements), dont le premier exemple historique fut les Constitutions d'Anderson de 1723. Toutefois, les loges restent habituellement jalouses de leur marge de liberté et il n'est pas rare, au sein d'une même obédience maçonnique, de trouver des loges dont les programmes de travail, les actions et les compositions sociologiques sont très différents les uns des autres.
Enfin, un rite maçonnique est un ensemble relativement homogène de cérémonies maçonniques. Un même rite maçonnique peut être utilisé par des obédiences maçonniques différentes et certaines obédiences maçonniques fédèrent des loges qui pratiquent différents rites maçonniques. Il arrive aussi parfois, bien que beaucoup plus rarement, qu'une seule et même loge pratique successivement différents rites maçonniques.

## Historiographie maçonnique
Jusqu'au milieu du XXe siècle, l'histoire de la franc-maçonnerie fut exclue du champ de l'histoire universitaire classique. Elle s'est longtemps heurtée, notamment en France, au fait qu'elle était un enjeu de pouvoir entre les adversaires et les partisans de la franc-maçonnerie. Ces deux camps opposés parvenaient parfois, bien qu'avec des objectifs opposés, à des conclusions identiques mais erronées. On en trouve un bon exemple à la fin du XIXe siècle dans la légende alors communément admise selon laquelle la franc-maçonnerie aurait organisé en sous-main la Révolution française.
Depuis, l'historiographie maçonnique a pu se développer et donner naissance à une discipline autonome, la maçonnologie, consacrée à une étude élargie de l'univers culturel et intellectuel très varié que constitue la franc-maçonnerie. Cette recherche est confrontée à la masse imposante de la production interne, principalement composée de travaux personnels qui sont révélateurs de l'imaginaire et de la variété des conceptions individuelles des francs-maçons mais qui font rarement preuve d'une grande rigueur épistémologique. Elle est parfois également compliquée par des luttes d'influences entre obédiences et conceptions divergentes.
Ainsi, en ce qui concerne l'étymologie même des mots français « franc-maçon » et « franc-maçonnerie », des auteurs anciens, tels qu'Oswald Wirth, ont pu accréditer à leur époque l'idée d'une origine française, indépendante de l'origine britannique et liée à l'existence de franchises pour les maçons du Moyen Âge. Or si de telles franchises ont bien existé, l'usage de l'expression « franc-maçon » n'est pas pour autant attesté avant les années 1730 où il apparaît par traduction de l'anglais free-mason, notamment dans le discours de Ramsay imprimé en 1737, qui écrit en français dans le même texte « Francs-Maçons », « Francsmaçons », et « l'Ordre des Free-Maçons ».
La franc-maçonnerie offre à l'historien de nombreux documents (correspondances, manuscrits, diplômes, gravures, caricatures, articles de journaux, imprimés). Elle a produit également un grand nombre d'objets rituels (tabliers maçonniques, tableaux de loge, vaisselle, médailles commémoratives, etc.), mais également de la vie courante (montres, pipes, tabatières, sujets en faïence) exposés au public dans plusieurs musées ou expositions permanentes.

## Histoire

### Origines légendaires
Bien que les premières véritables loges de francs-maçons, distinctes des corporations, soient apparues au XVIIe siècle, en Écosse, la franc-maçonnerie a toujours ajouté à cette origine historique une origine légendaire et symbolique plus ancienne, support du travail initiatique de ses membres. Les premiers francs-maçons positionnaient symboliquement cette origine mythique aux origines de la maçonnerie elle-même (comprendre aux origines de l'art de bâtir). Dans un siècle où la paléontologie n'existait pas encore, il fut tout naturel pour eux de placer cette origine à l'époque d'Adam (le premier homme, selon la conception de l'époque), à celle de Noé (construction de l'arche et religion première) ou, beaucoup plus fréquemment, à celle de la construction du temple de Salomon.
Vers 1390 déjà, le « Manuscrit Regius », qui décrivait les usages des maçons anglais, plaçait emblématiquement leur corporation sous l'égide d'Euclide et de Pythagore, pères de la géométrie, et sous la protection du roi anglais Æthelstan (924-939).
En 1736, en France, le chevalier de Ramsay rattache la franc-maçonnerie aux croisés. D'autres, un peu plus tard, transformeront cette référence en une référence symbolique au Saint-Empire romain germanique, ou à l'ordre du Temple (en Allemagne, en Angleterre et en France).
À la suite de la parution en France du Séthos de l'abbé Jean Terrasson en 1731 puis à la redécouverte de l'Égypte antique par les Occidentaux, c'est tout naturellement que certains rituels maçonniques déplacèrent l'origine symbolique à l'époque de la construction des pyramides.
Au milieu du XIXe siècle romantique enfin, à l'occasion de la redécouverte de l'héritage du Moyen Âge, le mythe maçonnique renforça tout aussi naturellement ses références à la construction des cathédrales. Il est important de noter qu'à cette époque, plusieurs de ces sociétés virent le jour avec de prétentieuses dénominations d'"Ordre ancien" sans la moindre ancienneté sur le plan historique (l'Ordre Antédiluvien des Buffles, par exemple).

### Fondation des premières loges
Une loge maçonnique est une structure locale regroupant typiquement quelques dizaines de francs-maçons.
La plus ancienne loge maçonnique connue dont on puisse clairement établir qu'elle était structurellement distincte de la corporation locale de maçons opératifs est celle de Mary's Chapel, fondée en 1599 sous l'autorité de William de Saint Clair, à Édimbourg en Écosse. Comme elle, la plupart des toutes premières loges maçonniques distinctes des corporations sont écossaises et créées sous le régime des statuts Schaw.
Avant la fin du XVIIe siècle, il y eut également une trentaine de loges en Angleterre. Sir Robert Moray fut initié à Newcastle le 20 mai 1641 et le célèbre savant Elias Ashmole dans la loge de Warrington, Lancashire, le 16 octobre 1646. D'après son journal, ce dernier continua à s'intéresser à la franc-maçonnerie, mais ne retourne en loge que quelque vingt ans plus tard.
Les loges maçonniques britanniques de la fin du XVIIe siècle rassemblent essentiellement des citadins de condition modeste, des artisans et des petits commerçants. Elles n'ont presque plus de liens avec le métier de maçon et ressemblent beaucoup aux sociétés amicales comme celles des francs-jardiniers ou des Odd Fellows. Leur objet principal est la bienfaisance et l'entraide mutuelle, à une époque où il n'existe pas de protection sociale publique. Elles aident leurs membres malades ou privés d'emploi, participent aux frais de leurs obsèques et assistent si besoin leurs veuves ou leurs orphelins. Les cérémonies et rituels de l'époque sont fort simples. La loge d'Alnwich fut fondée en 1701 et celle d’York en 1705.
La manière exacte dont les loges « spéculatives » (c'est-à-dire philosophiques) se sont séparées des loges « opératives » (de métier) reste mal connue et demeure un sujet de recherche et de débats entre les spécialistes. L'hypothèse, dite : « théorie de la transition », selon laquelle les loges opératives anglaises se seraient progressivement transformées en loges spéculatives au cours du XVIIe siècle en Angleterre, n'est plus majoritairement soutenue par les historiens au XXIe siècle. Il semblerait qu'en Écosse, à l'époque en guerre contre l'Angleterre, les loges de type opératif organisées selon les statuts Shaw aient admis en leur sein quelques personnages n'appartenant pas au métier. Ils y faisaient figure de membres honoraires et n'assistaient presque jamais aux réunions. Un peu plus tard, dans la seconde moitié du XVIIe siècle, de nombreux aristocrates écossais fréquentent, parmi d'autres clubs, des loges maçonniques dans lesquelles les maçons de métier sont rares. À la même époque en Angleterre, il n'existait déjà plus aucune organisation de maçons opératifs. Le lien entre les deux types de maçonnerie pourrait donc avoir été établi par l'intermédiaire des sociétés amicales, jointe à l'influence d'aristocrates écossais jacobites puis d'intellectuels tels que Robert Moray, Elias Ashmole ou James Anderson, initiés dans des loges d'origine écossaise, mais exerçant leur activité en Angleterre.

### Fondation des premières grandes loges

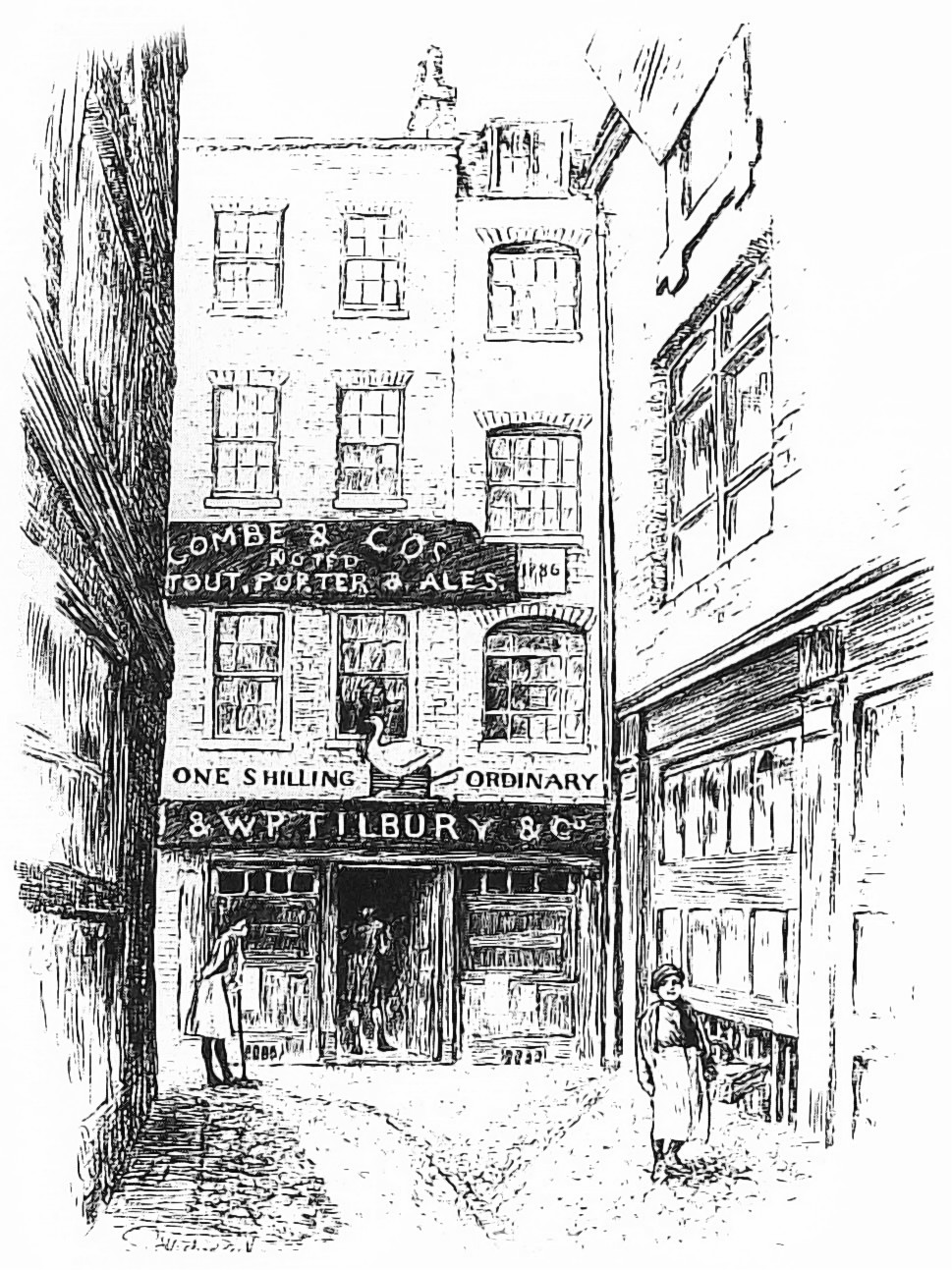
La taverne Goose & Gridiron, à Londres.

Une grande loge est un regroupement de plusieurs loges.
Le 24 juin 1717, jour de la fête de la saint Jean, quatre loges londoniennes (« L’Oie et le Grill », « Le Gobelet et les Raisins », « Le Pommier » et « La Couronne ») se réunirent dans la taverne à l'enseigne « The Goose and Gridiron » et formèrent la première grande loge, la « Grande Loge de Londres et de Westminster ».
Ce groupe sera plus tard appelé, péjorativement, les « Moderns ». Il s'appuiera sur les constitutions publiées en janvier 1723 par le pasteur écossais presbytérien James Anderson avec l'appui du pasteur et scientifique anglican John Theophilus Desaguliers et opérera une synthèse entre la maçonnerie anglicane des « Anciens Devoirs » et la maçonnerie d'origine calviniste du « Rite du Mot de maçon », substituant à ces deux rattachements confessionnels un rattachement plus vaste au concept de « religion naturelle » qu'il encadre toutefois par ses références à la « Sainte Trinité ».

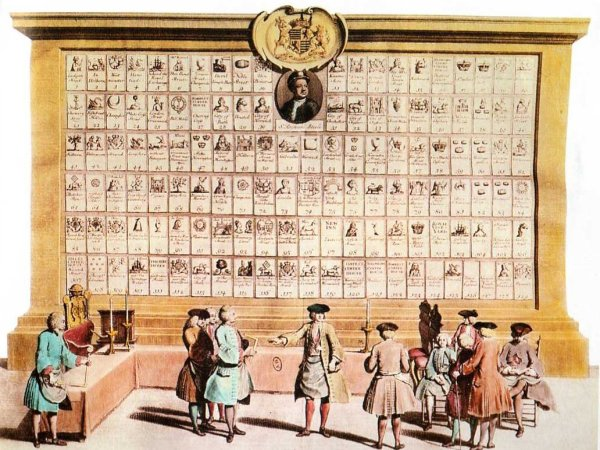
Tableau des loges de la Grande Loge de Londres vers 1735.

C'est dans une large mesure, à partir de cette grande loge que la franc-maçonnerie se répandit en une vingtaine d'années dans toute l'Europe puis progressivement dans l'ensemble des colonies européennes, en Amérique d'abord, puis en Australie, en Afrique et en Asie. Des loges furent notamment fondées en Russie (1717), en Belgique (1721), en Espagne (1728), en Italie (1733), en Allemagne (1736),.
De nouvelles grandes loges apparurent par la suite : la Grande Loge d'Irlande (1725), la Grande Loge d'Écosse (1736) ou la Grande Loge de France (1738).
Quelques années plus tard autour de la loge de York puis autour d'autres loges londoniennes, une autre grande loge anglaise, sous le nom de Grand Lodge of Ancient Masons, se forma et s'opposa à la première, à laquelle elle reprochait d'avoir déchristianisé le rituel. Elle s'appuiera sur les constitutions de Laurence Dermott (Ahiman Rezon - 1751) et inspirera à son tour un certain nombre de loges en dehors du Royaume-Uni, ainsi que dans les colonies d'Amérique du Nord.
À l'époque des guerres napoléoniennes et du premier affrontement des empires européens, les deux grandes loges britanniques se rassemblèrent en 1813 autour d'une nouvelle obédience, nommée Grande Loge unie d'Angleterre (United Grand Lodge of England) dans un « traité d'union » d'inspiration plus « ancienne » que « moderne ». Dans le même temps, l'empereur Napoléon Ier imposait en France la réorganisation de la franc-maçonnerie autour du Grand Orient de France et d'une orientation plus proche de celle des « modernes ». L'engouement populaire que la franc-maçonnerie suscita alors sous le Premier Empire fut sans précédent, le nombre de loges passant de 300 à 1 200.

### Schisme de 1877
Il fut une époque où le Grand Orient de Belgique, le Grand Orient de France et la maçonnerie anglo-américaine se reconnaissaient mutuellement. Mais la plupart des obédiences régulières cessèrent leurs relations avec eux à la suite de querelles concernant l'admission de non-croyants parmi les francs-maçons.
En Belgique, le conflit entre l'Église catholique romaine et la franc-maçonnerie amena le Grand Orient de Belgique à supprimer de ses rituels et documents toute mention du Grand Architecte de l'Univers dès 1875.
En France, dans une situation similaire qui voyait l'Église catholique, alors très majoritaire, condamner avec vigueur à la fois la franc-maçonnerie et les institutions républicaines de la France, le Grand Orient de France commença par renoncer en 1877 à l'obligation, pour ses membres, de croire « en Dieu et en l'immortalité de l'âme ». Dix ans plus tard, il rendit facultative la référence au Grand Architecte de l'Univers dans ses rituels. Il les expurgea aussi en très grande partie des symboles et enseignements relevant d'une transcendance judéo-chrétienne. À la suite de ces évolutions, la Grande Loge unie d'Angleterre, après plusieurs requêtes et démarches, le déclara irrégulier de par le monde.
Cependant, une étude américaine récente a démontré que le Grand Orient de France avait déjà commencé à perdre la reconnaissance de certaines grandes loges des États-Unis dès 1869 pour d'autres raisons, liées à la politique raciale de ces grandes loges, et qu'inversement, il conserva des relations de reconnaissance avec douze autres grandes loges américaines après 1918.

### Deux branches principales

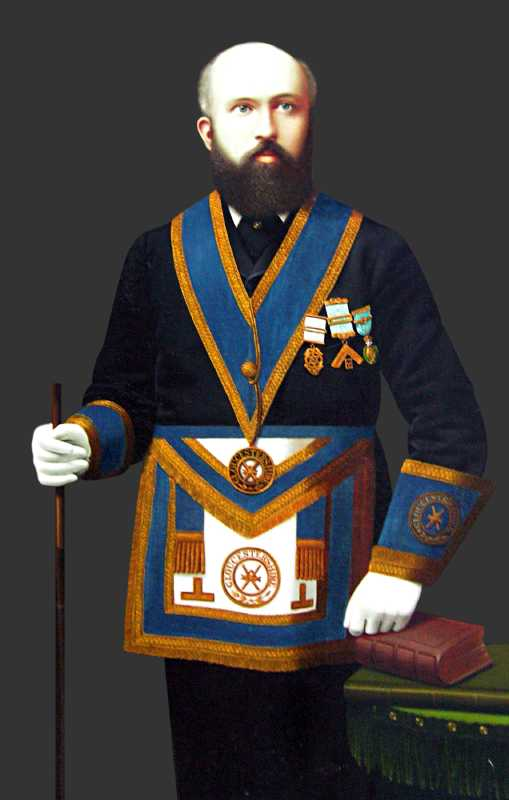
Franc-maçon anglais au XIXe siècle

Il existe un nombre important d'obédiences maçonniques, toutes très différentes dans leurs pratiques et leurs conceptions, elles se répartissent principalement en deux branches.
- La branche traditionnelle est la branche la plus répandue dans le monde. Elle regroupe surtout les obédiences qui s'intitulent « régulières », c'est-à-dire qui se réfèrent aux usages anciens (« Anciens Devoirs »), codifiés au cours du temps dans différentes listes de « règles » ou de « landmarks »[30] Elle a comme caractéristique principale de ne pas traiter de sujets politiques ou religieux[31].
  - Cette branche « traditionnelle » peut à son tour être séparée en deux groupes :

1) Le groupe « principal » (ou mainstream) est numériquement de loin le groupe le plus important dans le monde. Il est composé par l'ensemble des grandes loges qui sont reconnues comme « régulières » entre elles et par la Grande Loge unie d'Angleterre (United Grand Lodge of England) et qui la considèrent en retour comme la grande loge mère de toutes les obédiences régulières. La Grande Loge unie d'Angleterre n’a pas d'autre action directe sur le plan international que celle d'accorder, refuser ou retirer sa « reconnaissance » ; elle met un soin scrupuleux à respecter et à faire respecter les principes qu'elle a été la première à codifier en 1929 dans les huit « principes de base pour la reconnaissance par elle des autres grandes loges », parfois aussi appelés « règle en huit points »,,
2) L'ensemble des autres obédiences traditionnelles qui, tout en respectant les « Anciens Devoirs », ne sont pas reconnues par le groupe principal pour diverses autres raisons, telles que la préférence accordée à une autre obédience régulière dans le même pays, ou le refus de reconnaître certaines obédiences reconnues par le courant « Mainstream » qui pratiquent la ségrégation religieuse (en Scandinavie). En Europe et en 2014, 23 de ces obédiences se reconnaissent entre elles au sein d'un groupe international d'obédiences dénommé Confédération des grandes loges unies d'Europe (GLUE).
- La branche libérale, qui s'intitule parfois « adogmatique »[29], poursuit la tradition d'ouverture et de tolérance de la Grande Loge d'Angleterre dite des Moderns d'avant 1813. Elle refuse de reconnaître celles des grandes loges traditionnelles qui pratiquent la ségrégation religieuse (grandes loges exclusivement chrétiennes de Scandinavie). Les travaux de ces loges sont spirituels, sociétaux, voire politiques. Le Grand Orient de France, né en 1773 et descendant des premières loges françaises de 1728 est aujourd'hui l'obédience la plus ancienne de cette branche[35].

## Développement des différents rites maçonniques
Un rite maçonnique est un ensemble cohérent de rituels et de pratiques maçonniques.
Au XVIIe siècle, les rituels maçonniques, beaucoup plus simples que ceux du siècle suivant, n'étaient pas censés être écrits et n'étaient jamais imprimés. Ils ne sont plus connus de nos jours que grâce à un très petit nombre de notes manuscrites ayant échappé à la règle et au temps, ainsi que par quelques anciennes divulgations. L'étude de ces documents montre qu'ils évoluèrent assez considérablement au fil du temps

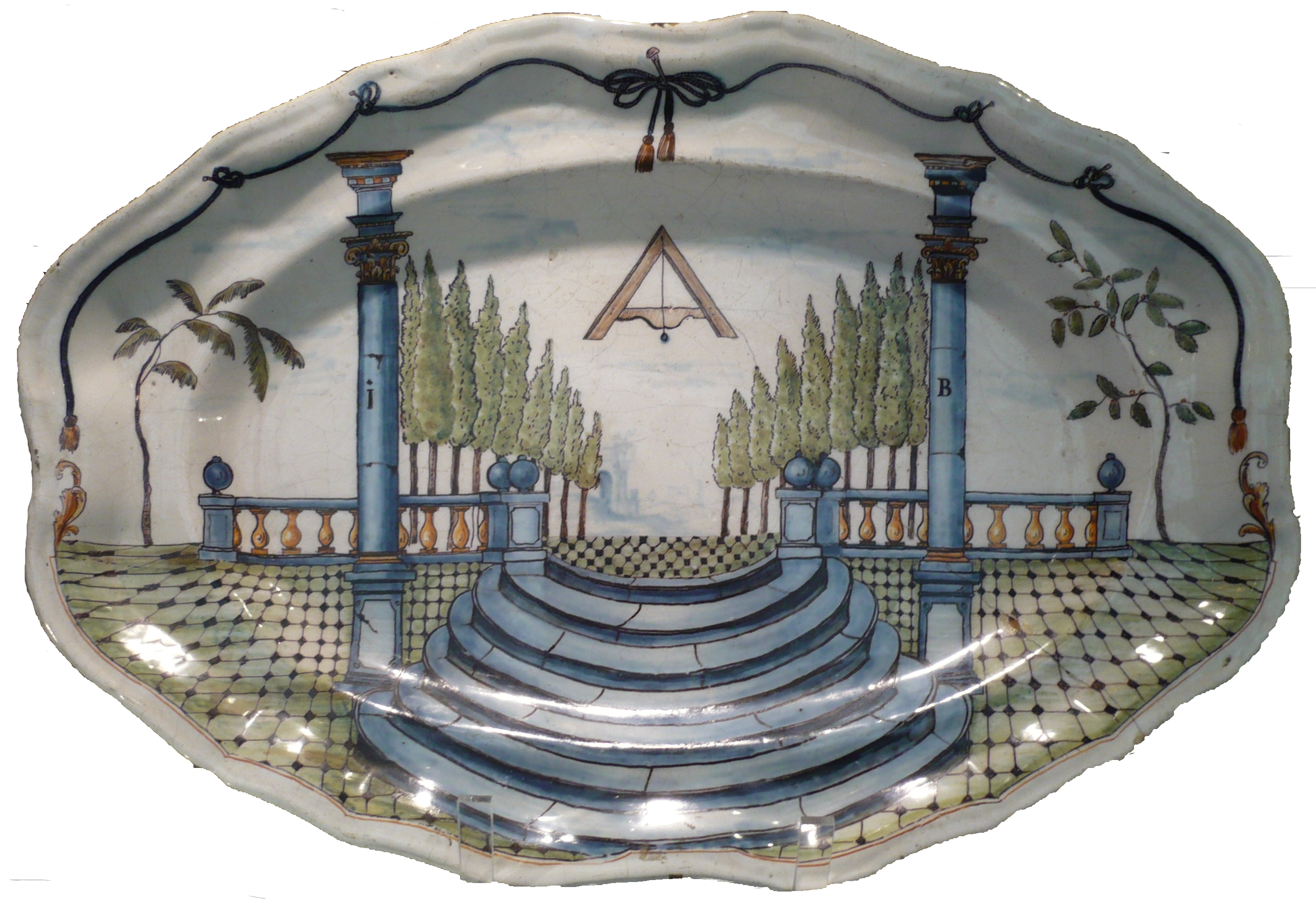
Plat maçonnique en faïence
France, XVIIIe siècle.

Au XVIIIe siècle, après la réorganisation des pratiques consécutives à la fondation des premières grandes loges, les Ancients et les Moderns pratiquent de nouveau des rituels assez similaires, qui ne se distinguent que par un assez petit nombre de points remarquables, tels que la place de certains éléments symboliques, la manière de transmettre les mots de passe, ou une référence plus ou moins importante à la religion chrétienne.
Cependant, dès les années 1740, on voit apparaître de nouvelles divergences, à côté des rituels traditionnels des trois premiers degrés, sous la forme de plusieurs centaines de rituels de degrés additionnels dits de « hauts grades » dont beaucoup n'étaient que des variantes les uns des autres, ou restèrent à l'état de projets, ou ne furent en réalité jamais vraiment pratiqués. Cette multiplication des rituels maçonniques aboutit à diverses initiatives visant à normaliser les pratiques et à les rassembler en ensembles cohérents et stables : les « rites » maçonniques. Les plus connus à travers le monde sont le Rite émulation, le Rite écossais ancien et accepté, le Rite d'York et le Rite français. Un peu plus d'une dizaine d'autres, d'ancienneté et de notoriété extrêmement diverses, sont pratiqués à travers le monde. Les différences entre tous ces rites sont généralement minimes en ce qui concerne les trois degrés fondamentaux de la franc-maçonnerie, et ne deviennent substantielles qu'au niveau des degrés additionnels et facultatifs parfois nommés « hauts-grades ».

## Dans le monde

Nombre de francs-maçons dans le monde.

Dès son origine, la franc-maçonnerie vit le paradoxe de proclamer une recherche d'universalisme, tout en existant sous des modes extrêmement différents selon les époques et les pays.
En 2005, elle comptait de deux à quatre millions d'adhérents dans le monde, contre sept millions dans les années 1950. Cette baisse d'effectifs a touché principalement la maçonnerie anglo-américaine dont les effectifs avaient presque doublé dans les dix années qui suivirent la Seconde Guerre mondiale avant de diminuer progressivement de plus de 60 % au cours des cinquante années suivantes. En Europe continentale, les effectifs avaient considérablement baissé après l'Occupation et n'avaient pas connu une augmentation comparable dans les années 1950.
Dans la plupart des pays d'Europe, c'est la franc-maçonnerie ouverte aux athées (et dite « libérale ») qui prédomine. Au Canada, la franc-maçonnerie ouverte aux athées est marginale et elle est quasi inexistante aux États-Unis, où les rares loges libérales sont principalement fréquentées par des Européens résidents ou de passage. Tout le reste du monde tend plutôt à suivre le courant principal de la branche anglo-américaine. Dans certains pays, toutefois, les deux mouvements coexistent, soit dans une relation amicale de compréhension mutuelle (en particulier dans certaines régions où la franc-maçonnerie, toutes tendances confondues, a été particulièrement persécutée), soit avec des rapports plus tendus.

## Pratiques
Les pratiques varient dans leurs détails suivant le rite suivi par la loge. Toutefois, il existe d'assez nombreuses constantes :

### Recrutement
Si la cooptation est de coutume en franc-maçonnerie, chacun est cependant libre de déposer sa candidature. Les sites web de certaines obédiences précisent les démarches à suivre. Si on connaît l'adresse d'une loge particulière, il est également possible de lui écrire. En pratique, il y a peu de candidatures spontanées : la plupart des postulants connaissent un membre de la loge qui leur a proposé de les instruire sur la démarche maçonnique et de parrainer leur candidature. Cependant le processus d'admission est le même pour tous et prend du temps.
Il faut être majeur ainsi que libre et de bonnes mœurs pour devenir franc-maçon. Si cette liberté visait autrefois à exclure l'esclave, son interprétation évolua rapidement au sens de libre de tout préjugé, ouvert à une remise en question de soi. Être « de bonnes mœurs » se traduit aujourd'hui, entre autres, par l'examen du casier judiciaire.
Une fois la candidature introduite, le postulant aura généralement une entrevue avec le vénérable de la loge, puis, s'il n'y a pas de vote négatif, sera enquêté par différents membres de la loge (en général trois) pour évaluer si sa démarche est honnête, sincère, mûrie et motivée, et si elle s'adresse à la loge la plus susceptible de répondre à sa quête spirituelle. En fonction de leurs landmarks, certaines obédiences de la branche traditionnelle exigent que le candidat soit chrétien (grandes loges scandinaves), d'autres ne lui demandent que d'affirmer sa foi en Dieu, d'autres enfin se bornent à exiger de lui qu'il accepte l'existence d'un « Être suprême », ou d'un « Principe supérieur ». Dans les obédiences libérales, aucune croyance particulière n'est exigée.
Au terme de la procédure, et dans la plupart des rites en usage en Europe continentale, à l'issue d'une audition sous le bandeau devant la loge réunie, celle-ci décide en toute souveraineté d'initier — ou non — un nouveau membre. En cas de refus, le ou les parrains aident le candidat refusé à analyser ce refus. À moins d'un motif grave, une nouvelle demande peut être introduite au bout d'une période de maturation. Le terme parfois utilisé pour déterminer ce refus est le terme blackbouler, le vote des membres de la loge se faisant traditionnellement à l'aide de boules blanches et noires.

### Initiation

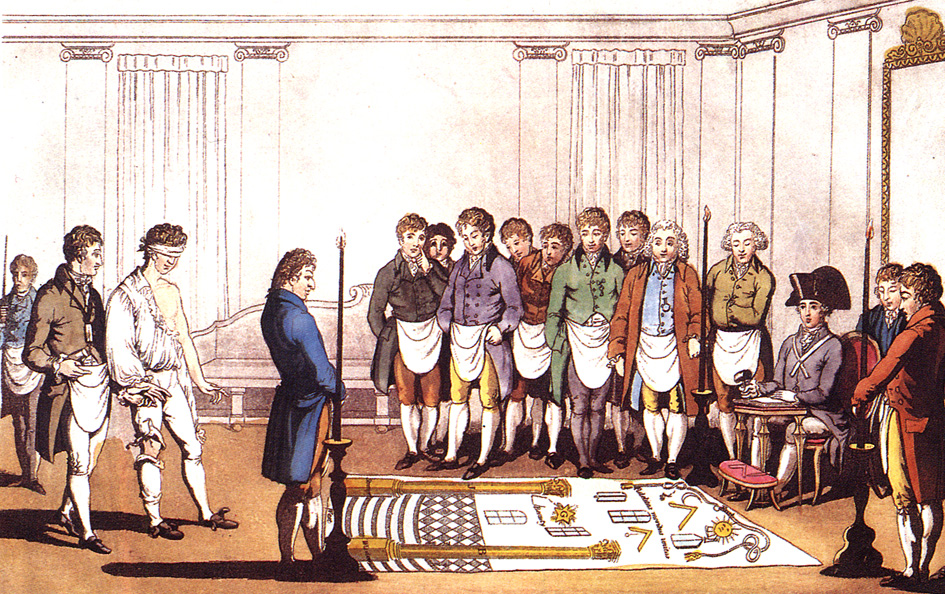
Cérémonie de réception d'un apprenti. Gravure anglaise de 1809.

Une fois le candidat accepté par la loge, il est reçu au cours d'une cérémonie particulière. Celle-ci peut être légèrement différente selon les rites, mais son déroulement consiste toujours en une série d'épreuves qui mènent symboliquement l'impétrant d'un état d'obscurité, d'aliénation et d'enfermement à un état d'illumination, d'ouverture et de liberté. Les outils du grade, ainsi que les premiers signes de reconnaissance, lui sont alors enseignés et le profane devient apprenti. Ce travail occupe une part importante du travail en loge maçonnique, pour les francs-maçons l'initiation relève de la recherche intime de soi-même.

### Statut des membres
Dans cette société initiatique, les frères et sœurs sont d'abord « apprentis » avant de passer « compagnons » puis d'être élevés à la « maîtrise ». Durant tout le temps où le nouveau membre sera apprenti, il ne lui sera pas permis de prendre la parole au sein de la loge : il devra seulement écouter, afin de s'imprégner de l'esprit des tenues.
À ces trois degrés fondamentaux s'ajoutent différents systèmes facultatifs de « hauts grades » échelonnés sur un nombre variable de degrés additionnels pour un total de cinq ordres au Rite français, neuf degrés au Rite opératif de Salomon, huit au Rite écossais rectifié, trente-trois au Rite écossais ancien et accepté et jusqu'à 93 et 99 dans certains rites égyptiens. Dans les systèmes où ils sont nombreux, seuls quelques-uns de ces grades sont réellement pratiqués lors des tenues.
Une loge est encadrée par les « cinq lumières » : le vénérable maître-en-chaire (ou président), le premier surveillant, le second surveillant, l'orateur (dans les rites d'origine française) et le secrétaire. Il existe aussi d'autres « officiers » occupant des fonctions (offices) spécifiques. Celles-ci n'ont aucun rapport avec le grade ou degré (hormis qu'il faille être maître). Les officiers sont généralement élus chaque année par les maîtres de la loge. Suivant les loges, les fonctions sont reconductibles deux ou trois ans, après élection.

### Tenues

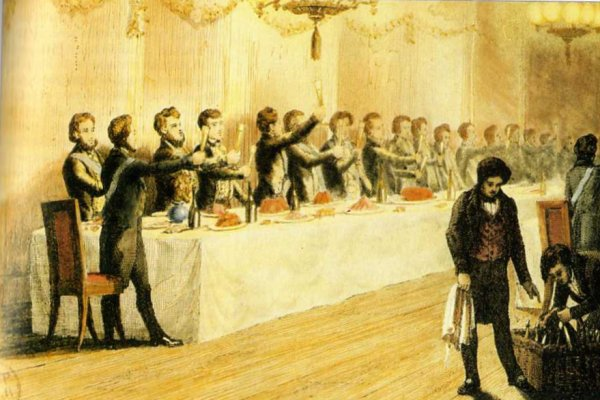
Banquet maçonnique. En France vers 1840.

Les francs-maçons se réunissent dans des temples où les réunions, appelées tenues, se déroulent selon le rituel adopté par l'atelier, le rite ou l'obédience. Les maçons portent un tablier et des gants blancs, les officiers sont en outre munis d'objets symboliques (maillet, glaive, etc.). Les tenues sont présidées par le vénérable maître en chaire. Toujours rituelles au Rite émulation, et souvent rituelles dans les autres rites, les agapes sont censées être le prolongement naturel et obligatoire de la tenue.
Certaines tenues sont consacrées à des événements particuliers : ouverture de la loge en début d'année, installation du collège des officiers, initiation de profane, passage au grade de compagnon, élévation au grade de maître, banquet rituel – parfois nommé banquet d'ordre – aux solstices d'hiver et d'été, élections de fin d'année, etc. On trouve aussi d'autres cérémonies maçonniques rituelles qui ne sont pas des « tenues » en ce sens que les assistants ne sont pas nécessairement francs-maçons. Elles ont lieu notamment à l'occasion d'événements particuliers (décès, reconnaissance conjugale, anniversaires maçonniques, cérémonies commémoratives).

### Personnalités franc-maçonnes
De très nombreuses personnalités ont appartenu à la franc-maçonnerie. Pour n'en présenter que dix parmi les plus connues et les plus souvent citées, on peut mentionner Benjamin Franklin, Voltaire, Frédéric II de Prusse, Goethe, Mozart, George Washington, Jules Ferry, Theodore Roosevelt, Simón Bolívar ou encore le duc de Kent.

## Valeurs et objectifs affichés
La maçonnerie revendique un certain nombre de valeurs. Ses membres s'estiment ainsi liés par des idéaux, tant éthiques que métaphysiques.

### Croyances religieuses
Dans les premiers temps de son développement, la franc-maçonnerie ne connait pas de difficulté majeure avec les églises en général. Sa naissance dans des pays où la culture biblique et l'appartenance religieuse sont constitutives de larges pans de la société et de l'identité nationale, les éléments religieux se retrouvent naturellement dans le corpus symbolique des rituels maçonniques, comme dans les premières codifications réglementaires des usages de la franc-maçonnerie. Les textes premiers dits des Anciens devoirs, précurseurs des textes fondateurs de la franc-maçonnerie qui vont former le corpus symbolique et initiatique des ordres maçonniques, intègrent dans leurs fondements les principes religieux de la croyance en Dieu que l'on retrouve consignés dans les premières constitutions d'Anderson.

### Place des femmes

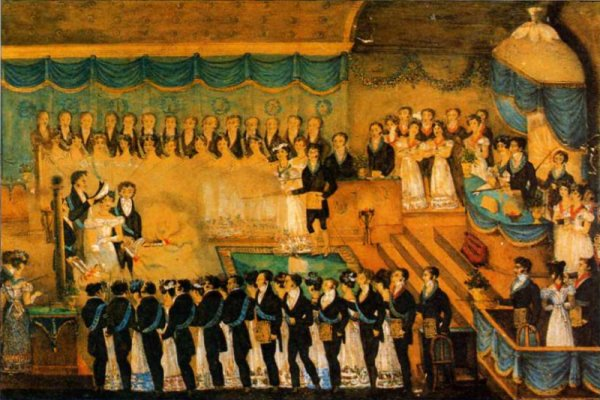
Réception d'une jeune femme dans une loge d'adoption du Premier Empire.

De nombreuses initiations de femmes eurent lieu en France au XVIIIe siècle, où des loges dites d'adoption furent créées dès 1740, puis rassemblées sous l'égide du Grand Orient de France. Frères et sœurs procédaient parfois à des tenues communes. Après la Révolution, ces loges d'adoption se recréèrent sous l'Empire en perdant toutefois le caractère indépendant voire frondeur qu'elles avaient eu au XVIIIe siècle.
Il fallut attendre la fin du XIXe siècle pour voir en 1882 une loge de la Grande Loge symbolique écossaise initier Maria Deraismes, journaliste et militante féministe. Celle-ci fondera par la suite l'obédience mixte internationale du Droit humain.
Au XXIe siècle, dans la plupart des pays européens, les femmes peuvent rejoindre des obédiences mixtes ou exclusivement féminines, les plus anciennes étant l'Ordre maçonnique mixte international « le Droit humain », fondé en 1901 et l'Ordre des femmes franc-maçons (Order of Women Freemasons (OWF), fondé en 1908 par une scission du Droit humain.
Les obédiences libérales reconnaissent généralement les loges mixtes et féminines. Certaines reconnaissent les loges féminines et acceptent la présence de femmes dans leurs loges, mais ne les initient pas. Celles de la branche traditionnelle, en revanche, ne reconnaît formellement aucun groupe acceptant les femmes, bien que dans de nombreux pays des relations informelles ou des coopérations ponctuelles puissent exister. C'est ainsi par exemple que la Grande Loge unie d'Angleterre considère depuis 1999 que certaines obédiences féminines (principalement HFAF et OWF), respectant une stricte non-mixité, doivent être vues comme faisant partie de la franc-maçonnerie, sans pouvoir être reconnues officiellement dans un traité autorisant des visites mutuelles.
En Amérique du Nord (États-Unis et Canada), il est plus commun que les femmes ne rejoignent pas la franc-maçonnerie directement, mais via des associations distinctes, comportant leurs propres traditions et leurs propres rituels, comme l'Ordre de l'étoile orientale (the Order of the Eastern Star) ou « Les Filles du Nil » (Daughters of the Nile), qui fonctionnent de concert avec les loges maçonniques traditionnelles.

### Symbolique

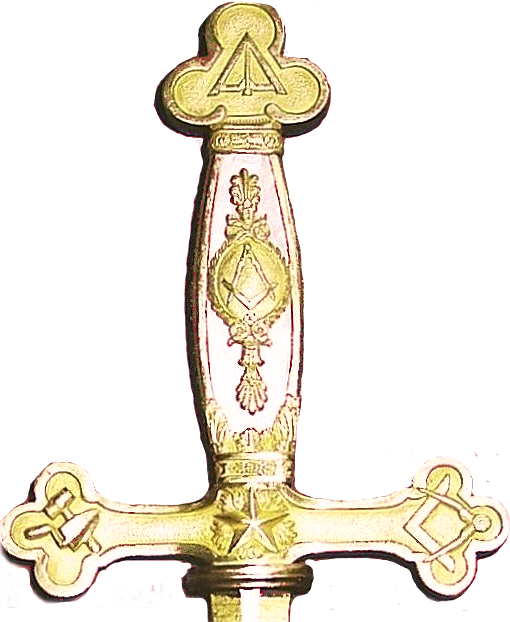
Symboles maçonniques sur l'épée de La Fayette.

La franc-maçonnerie « symbolique » ou « bleue », se constitue de trois grades. Les deux premiers grades (apprenti et compagnon) de l'initiation, empruntent une part de leurs symboles à l'art de bâtir pratiqué par les corporations de maçons britanniques du XIVe siècle au XVIIe siècle, dont elle s'inspire en utilisant par exemple la notion de loge, l'endroit où se réunissent les ouvriers.
Le mythe d'Hiram est un mythe maçonnique qui le présente comme l'architecte du temple de Salomon et opère une rupture au 3e grade (maître) avec la tradition opérative amorçant une transition avec des thèmes symboliques et philosophiques explorés aux degrés ou ordres suivants.
Mozart, lui-même franc-maçon de la Stricte observance templière, dans son opéra : La Flûte enchantée, fait usage du symbolisme de la franc-maçonnerie.

### Ésotérisme
Bien qu'elle ne propose pas à proprement parler une doctrine qui serait cachée aux non-initiés, la franc-maçonnerie est parfois considérée comme ésotérique dans sa pratique, dont certains aspects ne sont généralement pas révélés au public.
Plusieurs raisons ont été invoquées pour expliquer ces « secrets » :
- La maîtrise des pratiques tenues secrètes (par exemple la maîtrise de certaines gestuelles) sert de moyen de reconnaissance entre les francs-maçons.
- La franc-maçonnerie utilise, pour explorer les problèmes éthiques, un système d'initiation par degrés qui ne peut se concevoir qu'au moyen d'un enseignement et d'une révélation progressive.
- Elle s'est développée à un moment où le souvenir des guerres de religion et des persécutions religieuses était encore très présent dans les mémoires, et où il valait mieux se cacher pour parler librement de sujets sensibles.

Toutefois, les rituels maçonniques et les signes de reconnaissance ayant été publiés depuis longtemps, certains considèrent qu'il n'y aurait plus aucun secret à découvrir en franc-maçonnerie en dehors de ceux que constituent, selon les adeptes, la « magie du vécu » et l'élaboration lente d'une compréhension intime du processus initiatique maçonnique, incommunicables par nature à qui ne les a jamais expérimentées. La franc-maçonnerie se présente donc aujourd'hui plus souvent comme une société « discrète » que comme une société « secrète ». Chaque maçon est libre de se dévoiler mais ne peut dévoiler un autre maçon vivant.

## Critiques et oppositions
La franc-maçonnerie a fait l'objet de nombreuses critiques et oppositions aux motifs très variables selon les époques et les pays, qui peuvent se regrouper en trois grands thèmes, par ordre d'apparition historique :
- les critiques religieuses ;
- les critiques politiques ;
- les scandales liés au monde des affaires.

Certains auteurs parlent de « maçonnophobie », bien que ces oppositions soient habituellement regroupées sous les termes génériques d'antimaçonnisme.

### Critiques religieuses
Statutairement, la franc-maçonnerie a toujours été ouverte aux membres de toutes les religions. En revanche, elle a, dès le départ, fait l'objet de critiques d'origines religieuses très diverses selon les pays puisqu'elles dépendent des pratiques religieuses et maçonniques spécifiques à chacun d'entre eux. Il est cependant possible d'identifier quelques grandes lignes communes.

#### Critiques catholiques
La principale opposition religieuse date des origines de la franc-maçonnerie et provient de l'Église catholique, qui considère qu'elle propage le relativisme en matière religieuse, c'est-à-dire l'idée selon laquelle aucune religion ne serait plus vraie que les autres.
La première condamnation de la franc-maçonnerie par l'Église catholique tombe en 1738 avec la bulle du pape Clément XII In eminenti apostolatus specula. Elle est reprise par plusieurs de ses successeurs, dont les papes Benoît XIV dans l'encyclique Providas romanorum (1751), Pie IX dans l'exhortation apostolique Multiplices inter (1865) et Léon XIII dans l'encyclique Humanum genus (1884).
Le 26 novembre 1983, l'Église catholique réaffirme sa condamnation de la franc-maçonnerie, et l’interdiction pour tout franc-maçon d’accéder aux sacrements de l’Église, par une déclaration signée par le futur Benoît XVI et approuvée par Jean-Paul II. En 2017, 279 ans après la fulmination de la bulle de Clément XII, le pape François, toujours très critique envers la franc-maçonnerie, refuse un ambassadeur franc-maçon au Vatican. En juillet 2013, dans l’avion de retour des Journées mondiales de la jeunesse à Rio de Janeiro, il se montre fermement opposé aux groupes de pression qui infiltrent selon lui l’Église, dénonçant « les lobbys de la cupidité, les lobbys politiques, les lobbys maçonniques ». De même, lors de sa visite à Turin en juin 2015, dans son discours aux jeunes, le pape argentin critique l'influence des francs-maçons et leur hostilité envers l’Église.

#### Critiques protestantes
Si en Grande-Bretagne, au XIXe siècle, la franc-maçonnerie et la religion font bon ménage, des membres de l'épiscopat et du clergé de l'Église anglicane sont franc-maçons. Au XIXe et XXe siècles, certaines Églises protestantes s'opposent à la franc-maçonnerie. L'une des raisons avancées par les fondateurs d'une nouvelle Église, l'« Église méthodiste libre » en 1860, est qu'ils soupçonnent l'Église méthodiste d'être influencée par les francs-maçons et les membres d'autres sociétés secrètes. L'Église méthodiste libre continue d'ailleurs à interdire à ses membres d'en faire partie. En 1993, la Southern Baptist Convention a déclaré que bien que plusieurs enseignements de la franc-maçonnerie soient incompatibles avec ses croyances, elle laissait le choix à ses membres d’y adhérer.

#### Critiques musulmanes
Les critiques musulmanes à l'encontre de la franc-maçonnerie sont rares et historiquement récentes ; elles n'en demeurent pas moins épisodiquement virulentes. À ce titre, le 15 juillet 1978, une fatwa est prononcée en Égypte par le Collège islamique de l'université al-Azhar du Caire. Celle-ci prohibe formellement l'initiation maçonnique aux musulmans. Toutefois, de nombreux pays de traditions musulmanes comme le Maroc, la Turquie ou encore l'Algérie n'ont pas intégré cette fatwa dans le cadre de leurs législations respectives.

### Oppositions politiques
La franc-maçonnerie a été l'objet de nombreuses attaques de partis politiques catholiques, d'extrême droite, antisémites, antiparlementaires, communistes, ou simplement anti-maçonniques, par exemple sous forme d'accusation de « complot maçonnique ». Les pouvoirs totalitaires l'ont interdite. Aujourd'hui encore, elle est généralement très mal vue par les extrémistes de droite ou de gauche. Réciproquement, le fait d'avoir tenu des propos extrémistes est incompatible avec l'entrée dans de nombreuses obédiences maçonniques de plusieurs pays.

#### Oppositions monarchiques
Dans certaines monarchies, la franc-maçonnerie fut interdite pour des motifs politiques. À titre d'exemple, si les persécutions antimaçonniques d'Espagne, en 1740, puis du Portugal, en 1744, ont une origine plus probablement religieuse que véritablement politique, celles du XIXe siècle en Espagne sont liées à des problématiques politiques, notamment à l'engagement de nombreux francs-maçons en faveur de l'indépendance des colonies espagnoles d'Amérique du Sud.

#### Interdictions communistes
Bien que quelques communistes connus aient pu être francs-maçons à une période de leur vie, notamment en France (Marcel Cachin, André Marty, etc.), les partis communistes ont, à partir des années 1920, majoritairement condamné la franc-maçonnerie, considérée comme véhiculant une idéologie bourgeoise. Les états communistes l'ont interdite en tant que mouvement ayant des liens avec le « monde impérialiste » et échappant au contrôle des partis communistes uniques.
En 1922, les bolcheviks déclarent préparer une révolution mondiale. Ils estiment que l'appartenance à une loge maçonnique suppose la « collaboration de classe avec la bourgeoisie », nécessairement « contre-révolutionnaire ». Trotsky par exemple, écrit : « La franc-maçonnerie est, sur le corps du communisme français, une plaie qu'il faut brûler au fer rouge » et il demande à la direction du Parti communiste français d'ordonner à ses adhérents francs-maçons de quitter leurs loges. Cuba est le seul pays ayant adopté le communisme comme idéologie officielle qui n'a pas interdit la franc-maçonnerie, tout en considérant les francs-maçons comme suspects et les gardant éloignés des emplois d'État.

#### Persécutions nazies

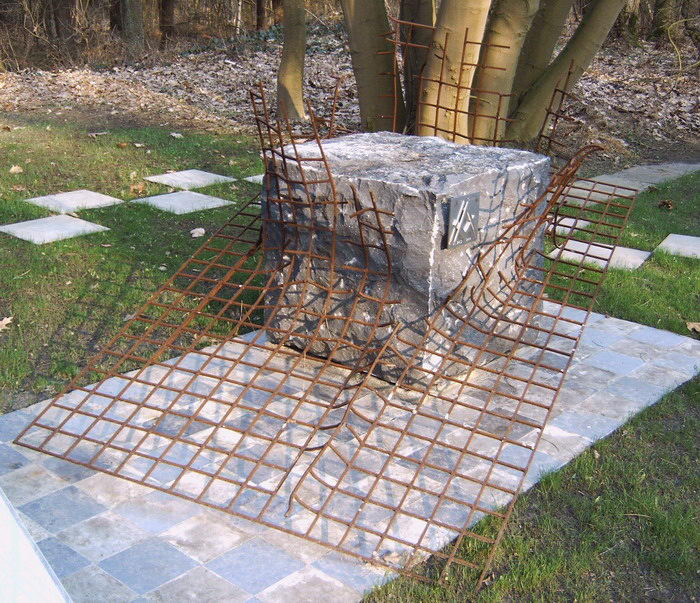
Monument à la mémoire de la loge clandestine Liberté chérie au camp de concentration d'Esterwegen.

Le nombre de francs-maçons tués pendant la Seconde Guerre mondiale en Allemagne sous le Troisième Reich n'est pas exactement connu. Les archives de l'Office central de la sûreté du Reich, (Reichssicherheitshauptamt) détaillent les persécutions contre les francs-maçons. La plupart des 600 loges et 70 000 membres que compte la franc-maçonnerie allemande vers 1933 ont tenté de survivre en composant avec le nouveau régime jusqu'au 17 août 1935, date de la dissolution des dernières loges.
Plus généralement, les historiens estiment que la grande majorité des persécutions qui vont jusqu'à la déportation, le sont pour un ensemble de motifs idéologiques ou pour leur engagement dans les mouvements de résistance, mais rarement au seul motif de leur appartenance à la franc-maçonnerie.
La loge belge « Liberté chérie » est connue pour avoir été fondée à l'intérieur du camp de concentration d'Esterwegen et y avoir fonctionné pendant environ un an.

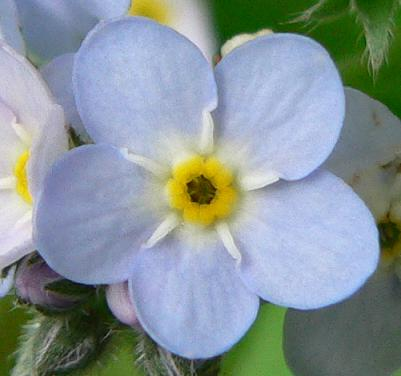
Le Myosotis, parfois utilisé comme emblème maçonnique.

En 1948, le myosotis, petite fleur bleue appelée « ne m'oubliez pas » (« Vergissmeinnicht » en allemand) fut adopté comme emblème par la Grande Loge unie d'Allemagne à l'occasion de sa première conférence annuelle. Souvent représentée sous la forme d'un pictogramme, elle rappelle dans ce contexte particulier le souvenir de tous ceux qui ont souffert au nom de la franc-maçonnerie, surtout durant la période nazie.

#### Autres oppositions politiques
Dans certains pays où sont présentes des obédiences maçonniques qui s'engagent dans la réflexion politique, cet engagement a fait l'objet d'oppositions, elles aussi politiques. C'est par exemple le cas en Belgique et en France au sujet des lois relatives à la laïcité ou à la contraception.
Les pays ayant des gouvernements théocratiques comme les États islamiques ou issus d'un parti unique comme les États communistes d'Extrême-Orient ou la République populaire de Chine au contraire de Taïwan qui héberge la Grande Loge de Chine (es), interdisent la franc-maçonnerie ; d'autres, comme la Pologne, la Hongrie, la Russie, la Turquie, le Maroc ou le Brésil, la tolèrent à condition qu'elle ne s'engage dans aucun débat d'idées susceptible de mettre en doute les choix éthiques du gouvernement.
À Cuba, état communiste où de nombreux francs-maçons ont participé à la révolution, la Grande Loge de Cuba reprend ses travaux, malgré le départ en exil de ses dirigeants précédents et la fondation en Floride d'une obédience nommée Grande Loge de Cuba en exil ; toutefois des francs-maçons comme Héctor Maseda Gutiérrez subissent des persécutions en raison de leurs engagements pour le respect des Droits de l'homme.

### Critiques et scandales liés au monde professionnel
Certains considèrent que la franc-maçonnerie n'est en fait qu'un vaste réseau social construit dans l'intérêt de ses membres.
Des pratiques douteuses ont parfois impliqué des francs-maçons voire des loges entières, telle l'affaire des fiches en France au début du XXe siècle, l'affaire Roberto Calvi ou celle de la Loge P2 dans l'Italie des années 1980.